# Elaphria thoracica
Elaphria thoracica là một loài bướm đêm trong họ Noctuidae.